# Perruche splendide
Neophema splendida
Pour les articles homonymes, voir Splendide.
Espèce
Statut de conservation UICN

 LC  : Préoccupation mineure
Statut CITES

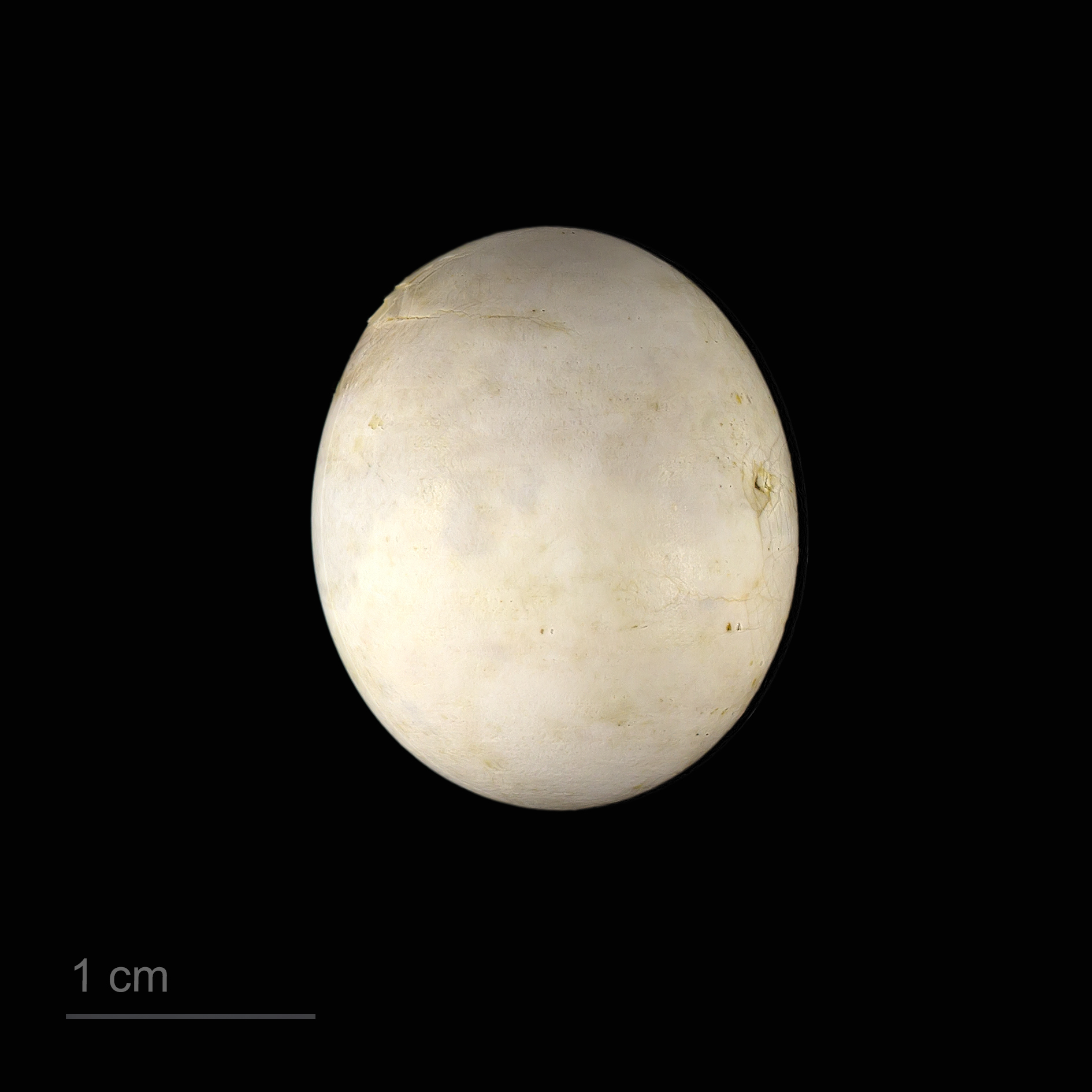
Œuf de Neophema splendida - Muséum de Toulouse

La Perruche splendide (Neophema splendida) est une perruche appartenant au genre Neophema.

## Description
La Perruche splendide est l'espèce la plus colorée de ce genre. Son plumage est vert foncé pour le haut et jaune pour le bas rehaussé par d'autres couleurs qui permettent de différencier les deux sexes. En effet, la poitrine du mâle est rouge tandis que celle de la femelle est verte. Le mâle présente également un masque facial bleu ciel, masque nettement plus clair et plus petit chez la femelle.
Cet oiseau mesure environ 21 cm de longueur. Le bec est noir, les yeux sont marron et les pattes brun noir.

## Répartition
Cette espèce peuple l'ouest de la Nouvelle-Galles du Sud, la région s'étendant du nord de l'Australie-Méridionale aux zones côtières de la Grande baie australienne et plus ponctuellement à l'intérieur des terres en Australie-Occidentale.

## Habitat
Cet oiseau fréquente les milieux broussailleux secs.

## Mutations
Diverses mutations sont apparues en captivité. Dans la série des bleus, nous avons la bleue poitrine blanche, la turquoise et la vert de mer. Ces mutations résultent de la disparition totale ou partielle de la psittacine. Chez la bleue poitrine blanche, la perte est totale, si bien que le jaune et le rouge sont remplacés par le blanc. La turquoise et la vert de mer ne subissant qu'une perte partielle, le ventre et la poitrine de ces mutations sont légèrement colorées. La vert de mer étant la plus colorée étant donné que la perte de la psittacine est moins prononcée. En quelque sorte nous avons différents niveaux de perte de cette psittacine qui font que nous avons 3 sortes de bleus.
Outre la série des bleus, il existe aussi les mutations cinnamon, pallid, fallow, lutino, gris-vert,opaline,edge en simple et double facteur, violette en simple et double facteur ainsi que le panaché. Quant à la perruche splendide ventre rouge elle est issue d'une sélection dont le résultat est une perruche avec la poitrine et le ventre complètement rouges.

## Référence
Mario (D.) & Conzo (G.), Le grand livre des Perroquets, Éditions de Vecchi, Paris, 2004.